# Syndrome de Fitz-Hugh-Curtis
 Mise en garde médicale
Le syndrome de Fitz-Hugh-Curtis est une cause rare de douleur de l’hypochondre droit chez la femme jeune. Il se caractérise par une périhépatite secondaire à une infection génitale haute.

## Origine
D'origine vénérienne, le syndrome de Fitz-Hugh-Curtis est par ce fait associé à plusieurs IST essentiellement Chlamydia trachomatis (80%) et Neisseria gonorrhoeae (20%).

## Symptômes
- Douleurs de l'hypochondre droit (avec ou sans fièvre)
- Douleurs abdomino-pelviennes ou abdominales diffuses

## Diagnostic
Le diagnostic de certitude est classiquement établi par la cœlioscopie qui visualise les adhérences vélamenteuses en « cordes de violon » entre la surface du foie et la paroi abdominale, et permet de réaliser des prélèvements bactériologiques. Cette procédure invasive, coûteuse, nécessitant une hospitalisation est avantageusement remplacée par les techniques d’imagerie en coupes qui permettent de mettre en évidence la périhépatite et de préciser l’origine gynécologique de l’infection. L’échographie abdominale est le plus souvent normale et a essentiellement pour but d’éliminer une cholécystite. Elle montre rarement un épanchement liquidien périhépatique et un discret épaississement de la capsule hépatique. Elle est l’examen de choix pour le diagnostic d’infection génitale haute en montrant un épaississement pariétal tubaire et la présence de liquide dans la trompe. Toutefois, ces signes sont inconstants et d’interprétation difficile. Le scanner avec injection est l’examen-clé . Il montre le plus souvent un rehaussement de la capsule de Glisson du foie d’autant plus visible que l’acquisition survient à un temps précoce après injection. Cette sémiologie peut persister au temps portal, mais la réalisation d’une hélice portale seule est source de faux-négatifs. Idéalement, une étude biphasique est donc préconisée afin de mettre ce signe en évidence lorsque le diagnostic est évoqué cliniquement, incluant un temps artériel différé à 35-40 secondes après injection suivi d’une hélice au temps portal à 70 secondes. Le rehaussement capsulaire peut être linéaire et régulier, parfois plus épais et peut s’associer à un rehaussement plus étendu du parenchyme adjacent sous-capsulaire. Ce rehaussement de la caspule hépatique est le plus fréquemment observé à la surface antérolatérale droite de la partie inférieure du foie, tandis que la partie postérieure droite du foie non péritonisée, l’area nuda, n’est jamais impliquée, suggérant ainsi une voie de dissémination transpéritonéale préférentielle du processus infectieux. D’autres signes plus inconstants ont été décrits : troubles de perfusion du parenchyme adjacent, rehaussement de la capsule splénique, collections périhépatiques sous-capsulaires, épaississement de la paroi vésiculaire, épaississement du fascia prérénal droit. Des signes scanographiques d’inflammation pelvienne sont fréquemment observés de façon concomitante pendant la phase aiguë. Tous les stades évolutifs de la maladie inflammatoire du pelvis peuvent ainsi être visualisés : endométrite, salpingite, ovarite et pyosalpinx.
Le bilan biologique hépatique est quant à lui peu ou pas modifié.

## Traitement
Le traitement approprié contre l'IST qui a déclenché le syndrome permet d'en stopper la source et généralement de guérir sans séquelle d'infection péritonéale.